# Umm Suqeim
Umm Suqeim (arabiska: ام سقيم) är en stadsdel i Dubai, Förenade Arabemiraten som ligger nära havet och till största delen präglas av bostadsområden med exklusiva villor för boende och privatkliniker. Området är uppdelat i tre delar, Umm Suqeim 1, 2 och 3, och gränsar bland annat till stadsdelarna Jumeirah i norr, Al Sufouh i sydväst och Sheikh Zayed-vägen (Sheikh Zayed Road) i syd. 
Umm Suqeim är 7 km² till ytan och har cirka 25 000 invånare.